# Championnat de Djibouti de football 2010-2011
Navigation
Edition suivante
La saison 2010-2011 du Championnat de Djibouti de football est la 21e édition du championnat de première division nationale. Les dix clubs engagés sont regroupés au sein d'une poule unique où ils s'affrontent à deux reprises au cours de la saison. À l'issue du championnat, les deux derniers du classement final sont relégués et remplacés par les deux meilleurs clubs de Division 2.
C'est le tenant du titre, l'Association sportive du Port qui remporte à nouveau la compétition cette saison après avoir terminé en tête du classement final, avec deux points d'avance sur le club de la Garde Républicaine et huit sur l'AS Ali Sabieh. Il s'agit du second titre de champion de Djibouti de l'histoire du club.

## Participants
- AS Ali Sabieh
- AS Port
- AS Compagnie Djibouti-Éthiopie
- Garde Républicaine FC
- AS Tadjourah
- SID FC
- ONEAD/G4 Security
- AS Gendarmerie Nationale
- Hôpital de Balbala - Promu de Division 2
- Kartileh FC

## Compétition

### Classement
Le classement est établi sur le barème de points classique (victoire à 3 points, match nul à 1, défaite à 0). Pour départager les égalités, on tient d'abord compte de la différence de buts générale, puis du nombre de buts marqués, puis des confrontations directes.
| Rang | Équipe                         | Pts | J  | G  | N | P  | Bp | Bc | Diff |
| ---- | ------------------------------ | --- | -- | -- | - | -- | -- | -- | ---- |
| 1    | AS PortT C                     | 48  | 18 | 16 | 0 | 2  | 54 | 14 | +40  |
| 2    | Garde Républicaine FC          | 46  | 18 | 15 | 1 | 2  | 54 | 11 | +43  |
| 3    | AS Ali Sabieh                  | 40  | 18 | 13 | 1 | 4  | 50 | 21 | +29  |
| 4    | AS Tadjourah                   | 27  | 18 | 8  | 3 | 7  | 40 | 27 | +13  |
| 5    | SID FC                         | 23  | 18 | 7  | 2 | 9  | 24 | 29 | -5   |
| 6    | ONEAD/G4 Security              | 21  | 18 | 6  | 3 | 9  | 30 | 35 | -5   |
| 7    | AS Gendarmerie Nationale       | 20  | 18 | 6  | 2 | 10 | 24 | 30 | -6   |
| 8    | AS Compagnie Djibouti-Éthiopie | 19  | 18 | 5  | 4 | 9  | 30 | 39 | -9   |
| 9    | Hôpital de BalbalaP            | 15  | 18 | 4  | 3 | 11 | 20 | 43 | -23  |
| 10   | Kartileh FC                    | 1   | 18 | 0  | 1 | 17 | 15 | 92 | -77  |

|  | Qualification pour la Coupe Kagame inter-club 2012                                |
|  | Relégation en Division 2                                                          |
|  | T : Tenant du titre C : Vainqueur de la Coupe de Djibouti P : Promu de Division 2 |

## Bilan de la saison
| Championnat de Djibouti de football 2010-2011 |                                         |
| Champion                                      | Association sportive du Port (2e titre) |
| Coupes et trophées                            |                                         |
| Vainqueur de la Coupe de Djibouti 2010-2011   | Association sportive du Port            |
| Qualifications continentales                  |                                         |
| Ligue des champions de la CAF 2012            | Aucun                                   |
| Coupe de la confédération 2012                | Aucun                                   |
| Coupe Kagame inter-club 2012                  | Association sportive du Port            |
| Promotions et relégations                     |                                         |
| Promus en Division 1                          | APEJAS FC                               |
| Promus en Division 1                          | Dikhil Football Club FC                 |
| Relégués en Division 2                        | Hôpital de Balbala                      |
| Relégués en Division 2                        | Kartileh FC                             |